# Prestigio
Il termine prestigio (dal latino praestigum) indica una rinomata autorevolezza e condizione sociale che permette di imporsi e di esercitare un qualsiasi tipo di autorità.
Il prestigio è uno degli indici di considerazione sociale più o meno accentuata di cui beneficiano individui o gruppi facenti parte di una collettività in funzione della posizione che ricoprono, del potere di cui dispongono, della propria storia personale.
Il prestigio varia a seconda dei valori dominanti nelle società. Ad esempio se viene attribuito più valore alla cultura piuttosto che alla ricchezza, allora sarà assegnato un più alto grado di prestigio agli intellettuali che non ai ricchi.
Nelle società antiche era fonte di prestigio essere anziani oppure vigorosi guerrieri.
Sin dall'antichità, comunque, oltre al prestigio di tipo individuale, ve ne è stato uno di natura più collettiva legata al clan o alla casta di relativa appartenenza.
Alcuni esempi legati al passato possono essere le classi sacerdotali, gli sciamani dell'Africa centrale, i rabdomanti, gli astronomi, gli architetti dell'antico Egitto e così via.
Nella cultura europea continentale vi è stata un'evoluzione del modello verso poeti, pittori, scrittori, musici, attori ed in generale verso ogni espressione delle arti in genere.
Restano in ogni caso in auge le principali classi economiche facenti parti delle corporazioni e degli iscritti ad albi protetti: giornalisti, commercialisti, medici, notai, architetti, avvocati, magistrati, etc…

## Evoluzione semantica
Il termine prestigio nella sua semantica complessa può indicare dunque
1. un'illusione le cui cause sono ritenute magiche, sovrannaturali ed è allora sinonimo di fantasmagoria, incantesimo, «trucco»: ad operare «prestigi» sono i demoni, i maghi, le streghe, ma anche gli illusionisti, i «prestigiatori», appunto, in teatro;
2. un'apparenza che affascina e abbaglia, come quella che avvolge l'arte dell'oratore, del poeta, dello stilista d'alta moda;
3. la capacità di sedurre e di imporsi alla fantasia altrui, a partire dal «prestigio dell'uniforme» o dal successo sportivo, commerciale, finanziario o dall'effettiva autorevolezza dell'individuo: per es. «Il prestigio di Cavour in Italia resta vivo».